# Schroederella minuta
Schroederella minuta är en tvåvingeart som beskrevs av László Papp och Miguel Carles-Tolrá 1994.
Schroederella minuta ingår i släktet Schroederella och familjen myllflugor. Artens utbredningsområde är Ungern. Inga underarter finns listade i Catalogue of Life.